# Calendario hebreo

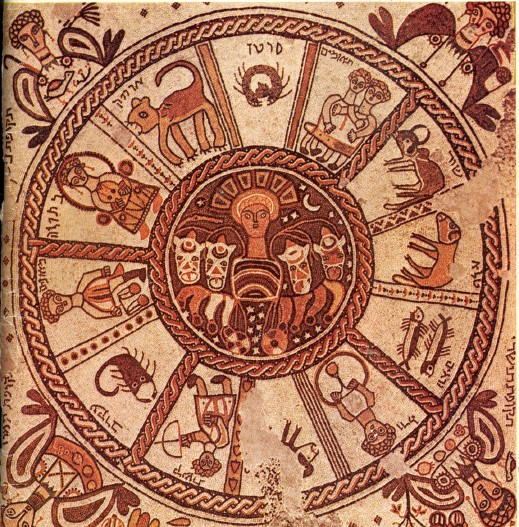
Arte judío. Marianos y Janina, Mosaico bizantino de la Sinagoga Beit Alfa,. La composición incorpora los doce motivos zodíacos por ser coincidentes con los doce meses del calendario hebreo. La presencia del motivo central del sol tiene aquí una justificación de orden astronómico (y no religioso). Las cuatro figuras de las esquinas representan los cuatro hitos del año, solsticios y equinoccios, nombrados en hebreo según el mes en que cada uno de ellos ocurre: Tishréi, Tevet, Nisán y Tamuz. Kibutz Beit Alfa, Israel.

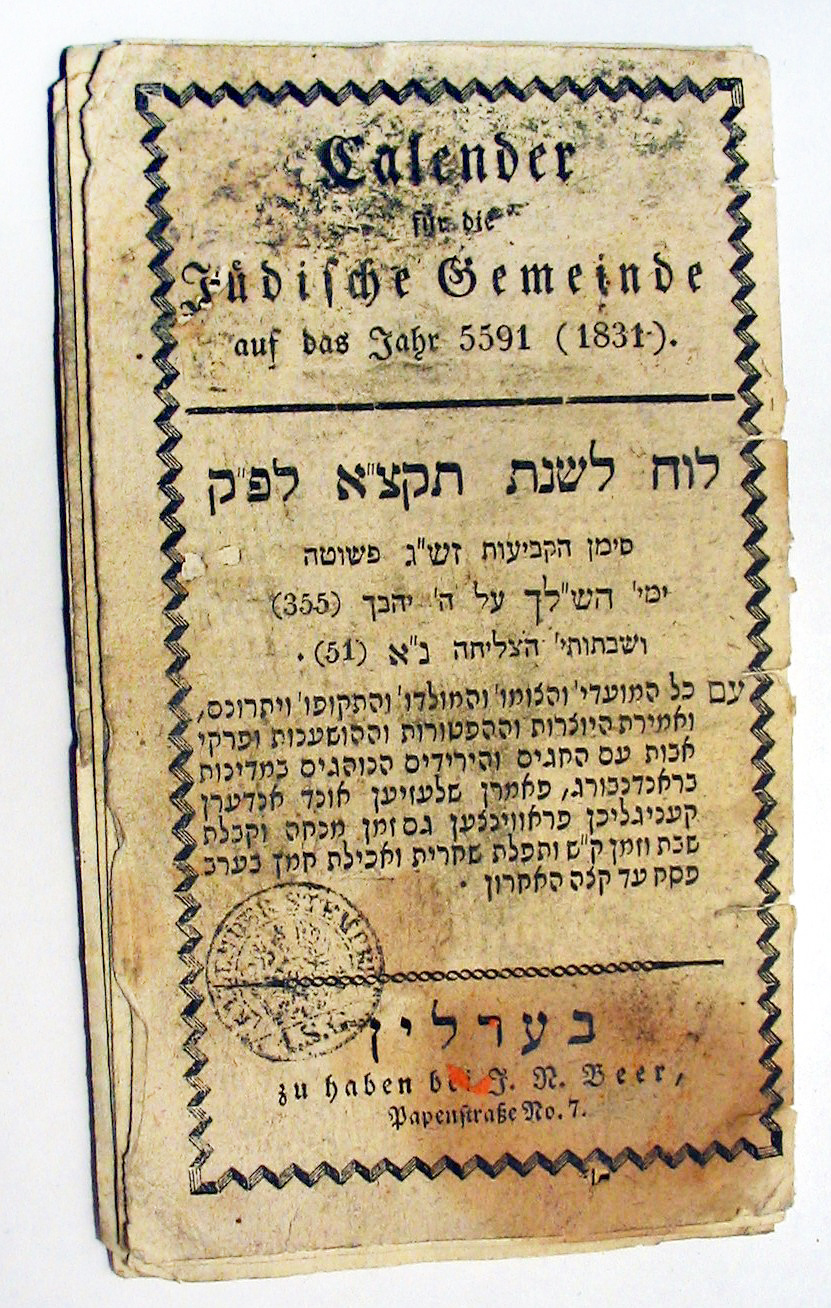
Calendario de la comunidad judeo-alemana para el año hebreo 5591, con "todas las festividades, ayunos y plegarias, así como las ferias de los estados de Brandeburgo y Silesia" - Berlín, 5591 (1831).

El calendario hebreo o calendario judío es un calendario lunisolar, es decir, que se basa tanto en el ciclo solar (traslación de la Tierra alrededor del Sol, año) como en el ciclo lunar, traslación de la Luna alrededor de la Tierra (mes). Este calendario se basa en un complejo algoritmo, que permite predecir las fechas aproximadas de la luna nueva, así como las distintas estaciones del año, basándose en cálculos matemáticos y astronómicos, prescindiendo desde aquel momento de las observaciones empíricas de que se valieron hasta entonces. Define los distintos términos periódicos, tiempos y fechas clave del mundo judío. En su uso para el cálculo de las solemnidades judías, se refiere a él en ocasiones como calendario litúrgico judío. La versión actual del calendario hebreo, por la que se rigen las festividades judías, fue concluida por Hilel II hacia el año 359. 
En su concepción compleja tanto solar como lunar, el calendario hebreo se asemeja al chino, sin que se sepa de influencia alguna que haya tenido el uno sobre el otro; y también al calendario utilizado por los pueblos de la península arábiga hasta la aparición del Islam, en el siglo vii, E. C. En cambio, se distingue del calendario gregoriano de amplio uso universal, basado exclusivamente en el ciclo solar anual; y también del que rige al mundo musulmán desde Mahoma hasta nuestros días, que es puramente lunar. La longitud media solar del calendario judío es de 365,2468 días es decir que dura 365 días 5 horas 55 minutos 23,52 segundos por año, por lo que es casi siete minutos mayor que el año trópico.
El calendario hebreo comienza con la narración de la creación del Génesis, que aconteció, según la tradición judía, el domingo 7 de octubre del año 3760 a. C., fecha equivalente al día 1 del mes de Tishrei del año 1. De esta manera, el año hebreo actual es 5785 (que comenzó al atardecer del 2 de octubre de 2024 y finalizará al atardecer del 22 de septiembre de 2025, en el calendario gregoriano).

## El mes hebreo
El mes en el calendario hebreo se basa en el ciclo que cumple la luna al circunscribir por completo al planeta Tierra. Desde nuestro planeta el ojo humano puede percibir cuatro diferentes estados principales de la Luna, a saber: luna nueva, cuarto creciente, luna llena o plenilunio y cuarto menguante. Tal ciclo dura aproximadamente 29 días y medio. Desde la Antigüedad, los antiguos hebreos sabían ya calcular la duración exacta de tal ciclo, estimando de acuerdo con sus conocimientos astronómicos que el periplo de nuestro satélite natural en torno al planeta Tierra, tenía una duración de 29  días, 12  horas y otras  793/1080 de hora (es decir, otros 44 minutos y 3,33 segundos), siendo por consiguiente su error de cálculo sólo de medio segundo. Debido a que la cantidad de días en un mes debía ser exacta, el calendario hebreo emplea meses de 29 y de 30 días, intercalándolos.
Al fin del mes hebreo, la luna está completamente a oscuras y no es visible desde la Tierra. Al despuntar el cuarto creciente, apenas se alcanza a ver la luna como una finísima guadaña y ella desaparece en el horizonte minutos después del ocaso: ello marca el inicio del mes hebreo. Con el correr de los días, al ser contemplada desde la Tierra, la parte iluminada de la luna crece paulatinamente hasta llegar al plenilunio, que marca exactamente la mitad del mes. A partir de ahí, con el discurrir de los días, vuelve la luna a menguar, hasta desaparecer por completo, culminando también del mismo modo el mes del calendario hebreo.

### Los nombres de los meses hebreos
Los nombres de los meses hebreos fueron concebidos en tiempos del cautiverio del pueblo judío en Babilonia, que abarcó setenta años (586 a. C. - 516 a. C.). Los nombres de origen mesopotámico siguen empleándose hasta el día de hoy. Previamente, los meses hebreos eran denominados tan solo por su orden numérico, comenzando en la primavera (boreal) por el mes primero, Nisán, y culminando con el duodécimo, Adar. En el Pentateuco se menciona a Nisán como el primer mes del año, al haber sido aquel en que el pueblo de Israel fue liberado de la esclavitud de los faraones de Egipto: "Este mes os será principio de los meses; para vosotros será éste el primero en los meses del año" (Éxodo). Otros nombres de meses mencionados en ciertos libros de la Biblia, especialmente en el Libro de los Reyes, como el "mes de Ziv" (1Reyes 6:37), o "el mes de Bul, que es el mes octavo" (1Reyes 6:38), y también "el mes de Etanim, que es el mes séptimo" (1Reyes 8:2), fueron seguramente tomados de nombres de meses fenicios, ya que son mencionados en el contexto de las relaciones comerciales entre el Rey Salomón y el rey Hiram de Fenicia. Los nombres babilónicos que han llegado hasta nuestros días, aparecen por primera vez en el Libro de Ester y en los de Esdras y Nehemías, y fueron adoptados asimismo por otros idiomas, como el turco moderno (Nisan = abril; Temmuz = julio; Eylül = septiembre; Şubat = febrero).
| Mes civil | Mes religioso | Hebreo          | Acadio               | Duración     | Notas | Referencias bíblicas                                                                                             | Tribu de Israel |
| --------- | ------------- | --------------- | -------------------- | ------------ | --- | --- | --------------- |
| 7         | 1             | Nisán (ניסן)    | araḫ nisānnu         | 30 días      | También se llama Abibe (en hebreo: אביב) en la Biblia.                                                     | Éxodo 13:4; 23:15; 34:18; Deuteronomio 16:1; Nehemías 2:1; Ester 3:7                                             | Judá            |
| 8         | 2             | Iyar (אייר)     | araḫ āru (ayāru)     | 29 días      | Se llama Zive (en hebreo: זיו) en la Biblia.                                                               | 1 Reyes 6:1,37                                                                                                   | Isacar          |
| 9         | 3             | Siván (סיוון)   | araḫ simānu          | 30 días      | | Ester 8:9 | Zabulón         |
| 10        | 4             | Tamuz (תמוז)    | araḫ Dumuzu (Duʾūzu) | 29 días      | | Ezequiel 8:14 | Rubén           |
| 11        | 5             | Av (אב)         | araḫ abu             | 30 días      | Mencionado como el "quinto mes" en la Biblia.                                                              | Números 33:3,38; Esdras 7:8,9; 2 Reyes 25:8; 1 Crónicas 27:8; Jeremías 28:1; Ezequiel 20:1; Zacarías 7:3,5; 8:19 | Simeón          |
| 12        | 6             | Elul (אלול)     | araḫ ulūlu           | 29 días      | | Nehemías 6:15 | Gad             |
| 1         | 7             | Tishréi (תשרי)  | araḫ tašrītu         | 30 días      | Se llama Etanim (en hebreo: אתנ'ם) en la Biblia.                                                           | 1 Reyes 8:2 | Efraín          |
| 2         | 8             | Jeshván (חשוון) | araḫ samna           | 29 o 30 días | También conocido como Marcheshvan (en hebreo: מרחשוון). Se llama Bul (en hebreo: בול) en la Biblia.        | 1 Reyes 6:38; 12:32,33; 1 Crónicas 27:11                                                                         | Manasés         |
| 3         | 9             | Kislev (כסלו)   | araḫ kislīmu         | 30 o 29 días | | Nehemías 1:1; Zacarías 7:1                                                                                       | Benjamín        |
| 4         | 10            | Tevet (טבת)     | araḫ ṭebētu (ṭebēlu) | 29 días      | | Ester 2:16 | Dan             |
| 5         | 11            | Shevat (שבט)    | araḫ šabaṭu          | 30 días      | | Zacarías 1:7 | Aser            |
| 6         | 12            | Adar (אדר)      | araḫ addaru (adār)   | 29 días      | En los años bisiestos, Adar I (en hebreo: אדר א) tiene 30 días y Adar II (en hebreo: אדר ב) tiene 29 días. | Ester 3:7,13; 8:12; 9:1,15,17,19,21                                                                              | Neftalí         |

### Período de los meses hebreos
Durante los años 5761-5860 del calendario hebreo, los meses ocurren entre los siguientes períodos del calendario gregoriano:
| Mes     | Inicio del mes hebreo (años comunes) | Fin del mes hebreo (años comunes) | Inicio del mes hebreo (años bisiestos) | Fin del mes hebreo (años bisiestos) |
| ------- | ------------------------------------ | --------------------------------- | -------------------------------------- | ----------------------------------- |
| Tishréi | 15 septiembre–4 octubre              | 15 octubre–3 noviembre            | 4 septiembre–15 septiembre             | 4 octubre–15 octubre                |
| Jeshván | 15 octubre–3 noviembre               | 13 noviembre–2 diciembre          | 4 octubre–15 octubre                   | 3 noviembre–13 noviembre            |
| Kislev  | 13 noviembre–2 diciembre             | 13 diciembre–1º enero             | 3 noviembre–14 noviembre               | 2 diciembre–13 diciembre            |
| Tevet   | 13 diciembre–1º enero                | 11 enero–30 enero                 | 2 diciembre–13 diciembre               | 31 diciembre–11 enero               |
| Shevat  | 11 enero–31 enero                    | 10 febrero–1º marzo               | 31 diciembre–11 enero                  | 30 gennaio–10 febrero               |
| Adar    | 10 febrero–1º marzo                  | 11 marzo–30 marzo                 | -                                      | -                                   |
| Adar I  | -                                    | -                                 | 30 enero–10 febrero                    | 1º marzo–12 marzo                   |
| Adar II | -                                    | -                                 | 1º marzo–12 marzo                      | 30 marzo–10 abril                   |
| Nisán   | 11 marzo–30 marzo                    | 10 abril–29 abril                 | 30 marzo–10 abril                      | 29 abril–10 maggio                  |
| Iyar    | 10 abril–29 abril                    | 9 mayo–28 mayo                    | 29 abril–10 mayo                       | 28 mayo–8 junio                     |
| Siván   | 9 mayo–28 mayo                       | 8 junio–27 junio                  | 28 mayo–8 junio                        | 27 junio–8 julio                    |
| Tamuz   | 8 junio–27 junio                     | 7 julio–26 julio                  | 27 junio–8 julio                       | 26 julio–6 agosto                   |
| Av      | 7 julio–26 julio                     | 6 agosto–25 agosto                | 26 julio–6 agosto                      | 25 agosto–5 septiembre              |
| Elul    | 6 agosto–25 agosto                   | 4 septiembre–23 septiembre        | 25 agosto–5 septiembre                 | 23 septiembre–4 octubre             |

### Coincidencia del comienzo de los meses entre los calendarios hebreo y gregoriano
- 1º de Tishréi de 5807, 5826 (calendario hebreo); 1º de octubre de 2046, 2065 (calendario gregoriano)
- 1º de Jeshván de 5788, 5834, 5853 (calendario hebreo); 1º de noviembre de 2027, 2073, 2092 (calendario gregoriano)
- 1º de Kislev de 5777, 5788, 5834 (calendario hebreo); 1º de diciembre de 2016, 2027, 2073 (calendario gregoriano)
- 1º de Tevet de 5766, 5785, 5796, 5805, 5815 (calendario hebreo); 1º de enero de 2006, 2025, 2036, 2044, 2055 (calendario gregoriano)
- 1º de Shevat de 5793, 5831 (calendario hebreo); 1º de enero de 2033, 2071 (calendario gregoriano)
- 1º de Adar I de 5774, 5812, 5850 (calendario hebreo); 1º de febrero de 2014, 2052, 2090 (calendario gregoriano)
- 1º de Adar de 5766, 5785, 5815 (calendario hebreo); 1º de marzo de 2006, 2025, 2055 (calendario gregoriano)
- 1º de Nisán de 5774, 5820, 5850 (calendario hebreo); 1º de abril de 2014, 2060, 2090 (calendario gregoriano)
- 1º de Iyar de 5774,5820, 5850 (calendario hebreo); 1º de mayo de 2014, 2060, 2090 (calendario gregoriano)
- 1º de Siván de 5763, 5809, 5828, 5847, 5858 (calendario hebreo); 1º de junio de 2003, 2049, 2068, 2087, 2098 (calendario gregoriano)
- 1º de Tamuz de 5763, 5809, 5828, 5847, 5858 (calendario hebreo); 1º de julio de 2003, 2049, 2068, 2087, 2098 (calendario gregoriano)
- 1º de Av de 5771, 5817, 5855 (calendario hebreo); 1º de agosto de 2011, 2057, 2095 (calendario gregoriano)
- 1º de Elul de 5768, 5779, 5798, 5844 (calendario hebreo); 1º de septiembre de 2008, 2019, 2038, 2084 (calendario gregoriano)

## El año hebreo
El año hebreo, según la cuenta bíblica, comenzaba con el mes de Nisán, llamado en la Biblia «el mes primero» (Éxodo), y concluía en el mes de Adar; sin embargo, posteriormente primó la concepción del comienzo del año en el mes de Tishrei, con la festividad de Rosh Hashaná (en hebreo: ראש השנה, literalmente, ‘cabeza de año’), culminando el año en el mes de Elul, tal como rige el calendario hebreo hasta nuestros días.
Desde el punto de vista religioso, el calendario hebreo cuenta con 4 diferentes "cabezas de año", siendo cada una de ellas el comienzo de la cuenta anual para diferentes finalidades:
- 1º de Nisán (año nuevo religioso): es el principio de año de acuerdo a la cuenta bíblica, al conmemorar la salida de Egipto; y era el principio del año para los reyes: de tal modo, aun si un rey de Israel asumiera el trono el 29 del mes de Adar, ya al ser el día siguiente el primero de Nisán, se consideraba su segundo año de reinado.
- 1º de Elul: el principio del año para realizar la cuenta del diezmo de ganado a apartar según las prescripciones religiosas.
- 1º de Tishrei (año nuevo civil): el principio del año según el calendario hebreo moderno, conmemorando el aniversario de la Creación del mundo, y era la fecha en que comenzaba la cuenta de los años, los años sabáticos (cada séptimo año, en que las tierras quedaban incultas y en barbecho), y los jubileos (cada 50 años, en que prescribían las deudas y los esclavos quedaban libres).
- 15 de Shevat, año nuevo de los árboles, siendo esta la fecha de su despertar luego del letargo invernal.

Un año hebreo incluye un ciclo completo de las cuatro estaciones del año y, a su vez, debe contar con un número exacto de meses lunares. De esta manera, el año hebreo puede tener tanto 12 meses (año común), como 13 (año bisiesto o "año preñado"; en hebreo: שנה מעוברת).

### Año faltante, regular y completo
El aplazamiento del año se compensa con la adición de un día al segundo mes o la substracción de un día del tercer mes. Un año común judío sólo puede tener 353, 354 o 355 días. Un año bisiesto o embolismal es siempre de 30 días más largo y, por lo tanto, puede tener 383, 384 o 385 días.
| Longitud del año | Año común | Año bisiesto |
| ---------------- | --------- | ------------ |
| Faltante         | 353 días  | 383 días     |
| Regular          | 354 días  | 384 días     |
| Completo         | 355 días  | 385 días     |

### El año bisiesto, embolismal o "preñado"
El año hebreo bisiesto es un año de 13 meses, denominado en hebreo "shaná me'ubéret" (שנה מעוברת, "año preñado" o embolismal), metaforizando al mes agregado cual si fuera el feto de una mujer embarazada; y de aquí que los métodos de institución de tal año se llamen "ibur" (del hebreo עיבור, "preñamiento") y en castellano, embolismo. El embolismo del calendario hebreo consiste en la duplicación del mes de Adar, de manera que se intercala un nuevo mes de 30 días, llamado Adar I, Adar Álef o  Adar Rishon (en hebreo: אדר א), antes del mes de Adar original, que pasa a ser Adar II, Adar Bet o Adar Sheni (en hebreo: אדר ב). La principal razón por la que fue elegido justamente el mes de Adar para su duplicación es por ser el mes inmediato anterior a Nisán, el mes de la primavera, el de la salida de Egipto y en el que cae la Pascua judía, Pésaj (פסח), según indica la Biblia: "Guardarás el mes de Aviv (= primavera) y harás pascua a Yahveh tu Dios; porque en el mes de Aviv te sacó Yahveh tu Dios de Egipto" (Deuteronomio 16:1). Otro motivo radica en que Adar era antiguamente el último mes del año, e históricamente se prefería hacer el agregado a fin de año. Ello se asemeja a lo ocurrido con el 29 de febrero, agregado justamente allí porque antiguamente era febrero el último mes del año juliano.
El método original de embolismo, desarrollado alrededor del siglo vi a. C., establecía que habría de agregarse un mes más, en tres años de cada ciclo de ocho. Ya en el siglo v a. C. se perfeccionó el sistema, estipulándose de ahí en adelante que el agregado habría de hacerse en siete años por cada ciclo de diecinueve. Se estima que dichas técnicas tienen sus raíces en los conocimientos de astronomía de los babilonios, muy adelantados para su época, y del astrónomo griego Metón (siglo v a. C.), y son aceptadas hasta el día de hoy. El Diccionario de la Real Academia Española define ciclo lunar, llamado también ciclo decemnovenal o decemnovenario, como el "período de 19 años, en que los novilunios y demás fases de la luna vuelven a suceder en los mismos días del año, con diferencia de hora y media aproximadamente"; en tanto que el ciclo cuádruple de 76 años es llamado calípico. De esto se deduce que cada 19 años coincidirán entre sí las fechas del calendario hebreo y el gregoriano; aún puede existir un desfase de uno o dos días, debido a movimientos efectuados en el calendario hebreo por motivos religiosos (ver la semana hebrea).
En el año 359, Hilel II perfeccionó los cálculos y métodos conocidos y estableció los mecanismos de embolismo del año utilizados hasta el día de hoy, que han sido corroborados por las últimas y más modernas observaciones astronómicas. Dichos cálculos ya eran conocidos desde cientos de años atrás, pero hasta aquellos tiempos se preferían los métodos empíricos para establecer el comienzo del mes —dos testigos que habían de atestiguar ante el gran Sanedrín que habían visto el naciente de la Luna— y el comienzo de la primavera, basándose en la maduración de las mieses y la llegada del equinocio de primavera (el 20 de marzo en el hemisferio norte), que es la fecha en que el día y la noche tienen la misma duración; mientras que el almanaque era utilizado en caso de impedimentos, como días nublados.
Se cree que la razón por la cual Hilel II publicó el calendario hebreo, tal como se utiliza desde sus tiempos hasta nuestros días, proviene de una de las decisiones tomadas por el Cristianismo en el primer Concilio de Nicea, celebrado el año 325, a instancias del emperador Constantino I el Grande. Según la tradición cristiana, Jesús de Nazaret fue crucificado el Viernes Santo, coincidente con el viernes de la Pascua judía. El Concilio decidió desvincularse del judaísmo también en este aspecto, y prescindir de la necesidad de averiguar año tras año la fecha exacta de la Pascua judía. A tal efecto, se estipuló que el primer día de la Pascua cristiana, el Domingo de Pascua o de Resurrección, se celebre el primer domingo después de la luna llena, inmediatamente luego del equinoccio de primavera. Cabe destacar que al independizar al calendario litúrgico cristiano del hebreo, perdió el primero la flexibilidad y el equilibrio que caracterizan a este último, lo que terminó causando, con el correr de los siglos, el corrimiento de la Pascua cristiana hacia el invierno, desfase que hubo de ser corregido al cabo de un milenio por el papa Gregorio XIII, por medio de su calendario gregoriano. De todos modos, la decisión de Nicea despertó el temor entre los judíos de la época de que los cristianos les prohibiesen anunciar los comienzos de mes y los embolismos de cada año, indispensables para el normal discurrimiento de la vida judía; y de ahí la necesidad de un calendario preestablecido de antemano y aceptado por todas las diásporas del pueblo judío.
Un año trópico, o circunvolución de la Tierra en torno al sol, conlleva en sí 12,368 ciclos lunares, o vueltas que efectúa la luna alrededor de nuestro planeta. Esto implica que 19 años trópicos equivalen a 234,992 ciclos de la luna, un número prácticamente entero. Desde esta base se establece que cada 19 años habrá de haber 235 meses, o 12 años comunes (de doce meses), y 7 años embolismales o "preñados", con trece meses cada uno: los años número 3, 6, 8, 11, 14, 17 y 19 de cada ciclo decemnovenario. Para saber si un determinado año hebreo es o no bisiesto, hay que dividirlo por el número 19: si el cociente obtenido después de la división nos deja un resto luego del entero con uno de los siguientes guarismos: 0, 3, 6, 8, 11, 14 o 17, estamos ante un año de 13 meses. Así, el año hebreo de 5765, equivalente al gregoriano de 2005, al dividirlo por 19 nos da 303 enteros, y un resto de 8 (5765/19 = 303 8/19). Por ende, el año de 5765 fue bisiesto y se le agregó como tal el mes de Adar I antes del último mes del año, el mes de Adar II.

### Cómo determinar si un año es bisiesto
Para determinar si un año judío es bisiesto, debe buscarse su posición en el ciclo metónico. El calendario judío se basa en el ciclo metónico de 19 años, de los cuales 12 son años comunes de 12 meses y 7 son años bisiestos de 13 meses.
La posición se calcula como el resto de la división del número del año judío entre 19. Por ejemplo, el año 5771 judío dividido por 19 da como resultado un resto de 14, lo que indica que se trata del año 14 año del ciclo metónico. Dado que no existe el año 0, un resto de 0 indica que el año es el 19 del ciclo.
Los años 3, 6, 8, 11, 14, 17 y 19 del ciclo son bisiestos y el resto, comunes. Un método matemático para determinar los años bisiestos es empleando la fórmula
(7 x el número del año judío + 1) / 19
si el resto es menor que 7, el año es un año bisiesto. Además, redondeando el resultado de (7 x el número del año judío + 1) / 19 / 13 al número entero más cercano, se obtiene un 0 para los años bisiestos y 1 para los años comunes.

### El ciclo del año
El calendario hebreo está basado en el ciclo metónico de 19 años, divididos entre normales y embolísmicos, en los cuales se añade un decimotercer mes. Los años embolísmicos son el 3º, el 6º, el 8º, el 11º, el 14º, el 17º y el 19º año del ciclo. Este está compuesto por 12 años de 12 meses y 7 años de 13 meses, para un total de 235 meses lunares. El ciclo de 19 años puede durar de 6939 a 6942 días, y el calendario hebreo se repite exactamente después de un ciclo de 689472 años, equivalente a 251827457 días.
El mes lunar dura aproximadamente 29 días, 12 horas, 44 minutos y 3 segundos. El año solar, en cambio, dura aproximadamente 365 días, 5 horas, 48 minutos y 46 segundos. De esto se deriva que, en el transcurso de un año, el calendario lunar de 12 meses queda atrasado alrededor de 10 días y 21 horas con respecto al solar. Alternando años de 12 y 13 meses, como se especifica, se logra compensar casi exactamente la diferencia: la desviación entre 19 años solares y 235 meses lunares es de apenas 2 horas y 5 minutos aproximadamente, es decir, unos 7 minutos por año.
La duración media del año es por lo tanto de unos 365,2468 días; la desviación respecto al año solar medio es de unos 6 minutos y 39 segundos: por ello, el calendario hebreo queda atrasado un día respecto al año solar cada aproximadamente 216 años.
Ciclo lunar (19 años):
- 298º ciclo: del 1º de Tishri 5644 al 29 de Elul 5662 (calendario hebreo); desde el ocaso del 1º de octubre de 1883 hasta el ocaso del 1º de octubre de 1902 (calendario gregoriano)
- 299º ciclo: del 1º de Tishri 5663 al 29 de Elul 5681 (calendario hebreo); desde el ocaso del 1º de octubre de 1902 hasta el ocaso del 2 de octubre de 1921 (calendario gregoriano)
- 300º ciclo: del 1º de Tishri 5682 al 29 de Elul 5700 (calendario hebreo); desde el ocaso del 2 de octubre de 1921 hasta el ocaso del 2 de octubre de 1940 (calendario gregoriano)
- 301º ciclo: del 1º de Tishri 5701 al 29 de Elul 5719 (calendario hebreo); desde el ocaso del 2 de octubre de 1940 hasta el ocaso del 2 de octubre de 1959 (calendario gregoriano)
- 302º ciclo: del 1º de Tishri 5720 al 29 de Elul 5738 (calendario hebreo); desde el ocaso del 2 de octubre de 1959 hasta el ocaso del 1º de octubre de 1978 (calendario gregoriano)
- 303º ciclo: del 1º de Tishri 5739 al 29 de Elul 5757 (calendario hebreo); desde el ocaso del 1º de octubre de 1978 hasta el ocaso del 1º de octubre de 1997 (calendario gregoriano)
- 304º ciclo: del 1º de Tishri 5758 al 29 de Elul 5776 (calendario hebreo); desde el ocaso del 1º de octubre de 1997 hasta el ocaso del 2 de octubre de 2016 (calendario gregoriano)
- 305º ciclo: del 1º de Tishri 5777 al 29 de Elul 5795 (calendario hebreo); desde el ocaso del 2 de octubre de 2016 hasta el ocaso del 3 de octubre de 2035 (calendario gregoriano)
- 306º ciclo: del 1º de Tishri 5796 al 29 de Elul 5814 (calendario hebreo); desde el ocaso del 3 de octubre de 2035 hasta el ocaso del 2 de octubre de 2054 (calendario gregoriano)
- 307º ciclo: del 1º de Tishri 5815 al 29 de Elul 5833 (calendario hebreo); desde el ocaso del 2 de octubre de 2054 hasta el ocaso del 1º de octubre de 2073 (calendario gregoriano)
- 308º ciclo: del 1º de Tishri 5834 al 29 de Elul 5852 (calendario hebreo); desde el ocaso del 1º de octubre de 2073 hasta el ocaso del 1º de octubre de 2092 (calendario gregoriano)
- 309º ciclo: del 1º de Tishri 5853 al 29 de Elul 5871 (calendario hebreo); desde el ocaso del 1º de octubre de 2092 hasta el ocaso del 2 de octubre de 2111 (calendario gregoriano)

## Principios para el cálculo de fechas
La complejidad del calendario hebreo ha hecho que el cálculo de sus fechas se convierta en objeto de estudio matemático. Veamos algunos aspectos de los algoritmos que abordan este cálculo.
Tres cualidades distinguen un año de otro:
- si es un año bisiesto o un año común
- en cuál de los cuatro días permisibles de la semana comienza el año
- si es un año deficiente, regular o completo.

Matemáticamente hay 24 (2x4x3) posibles combinaciones, pero solo 14 de ellas son válidas. Cada uno de estos patrones se llama keviyah.

### Cálculo delMolad Tishrei
Se calcula el Molad Tishrei, día de la primera luna nueva del año, para a continuación poder determinar cuándo empieza el año.
Una manera sencilla para realizar este cálculo es la siguiente:
- Molad = longitud del mes lunar X parte entera [(235*año hebreo+13)/19]+3 días, 7h, 695 partes

Longitud del mes lunar = 29 días, 12, 793 partes (1 parte o jélek = 1 hora/1080)
El molad se expresa en días, horas y partes.
- Día de la semana de molad = día de molad mod 7

La relación en el calendario hebreo entre número y nombre de día de la semana es ésta:
| 1       | 2     | 3      | 4         | 5      | 6       | 7      |
| domingo | lunes | martes | miércoles | jueves | viernes | sábado |

### Día de inicio del año (Rosh Hashaná)
Se define el día de inicio del año en función de cuatro posibles ajustes de aplazamiento llamados dehiyyot:
- Si el molad se produce durante o después de las 18 horas, Rosh Hashaná se pospone 1 día.
- Si el molad cae en domingo, miércoles o viernes, Rosh Hashaná se pospone un día.

Las dos últimas reglas se aplican con mucha menos frecuencia y nunca se utilizan si se hace otro aplazamiento:
- Si el molad en un año común cae en un martes después de 9 horas y 204 partes, Rosh Hashaná se pospone al jueves
- Si el molad después de un año bisiesto es un lunes después de las 15 horas 589 partes, Rosh Hashaná se pospone hasta el martes.

## La semana hebrea

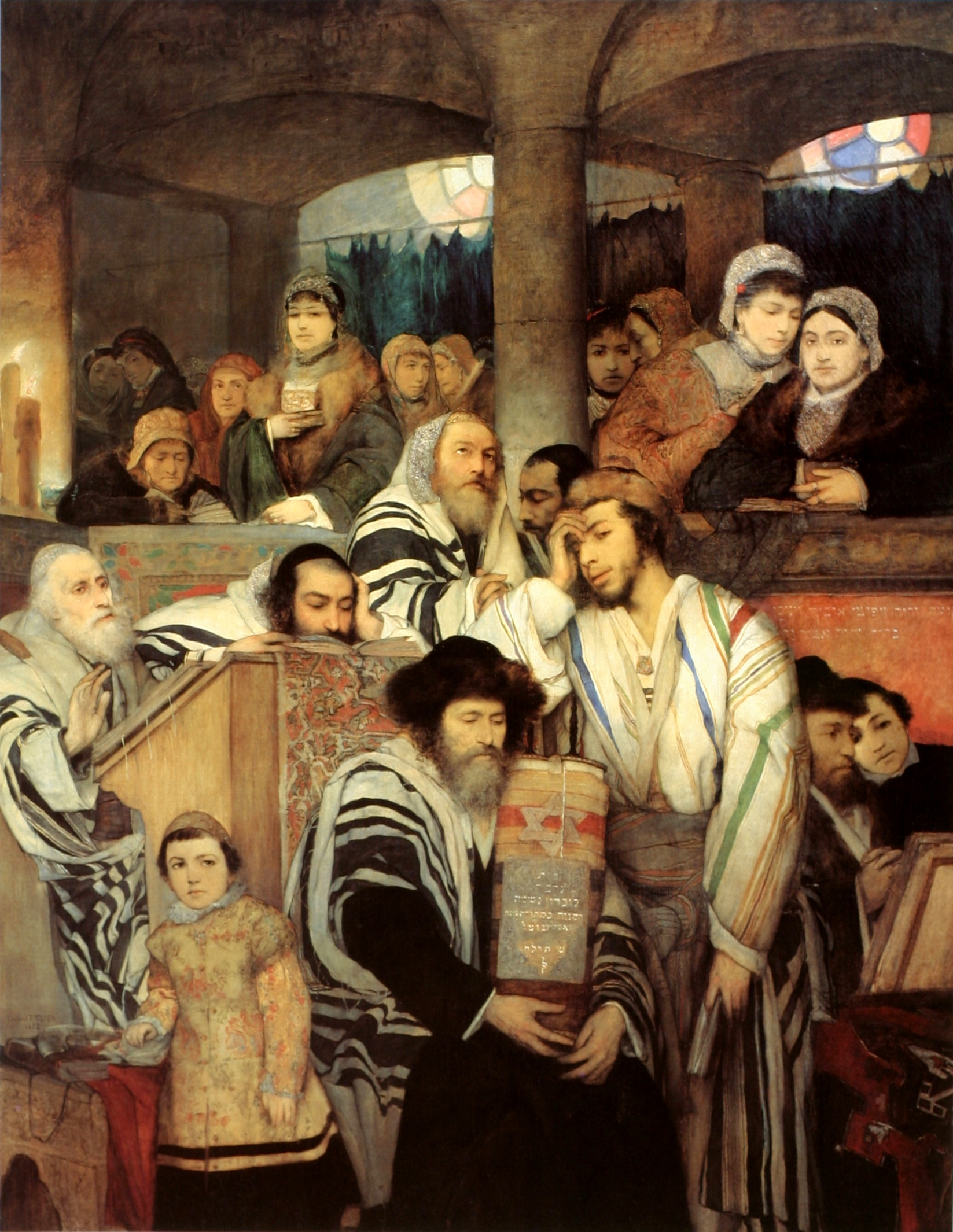
Judíos rezando en la sinagoga en Yom Kipur (1878), cuadro del pintor judío polaco Maurycy Gottlieb (1856-1879).

El calendario hebreo no solamente combina entre el año solar y el mes lunar; sino que ambos ciclos complementados, han de convivir exitosamente también con otro de los legados del calendario de los judíos al resto del mundo: el ciclo semanal de siete días.
Los días de la semana hebrea se basan en los seis días de la Creación, según relata el primer capítulo del libro del Génesis, siendo su nombre el mismo que les adjudica la Biblia, que son simplemente los nombres de los números ordinales en hebreo, del primero al sexto —denominación que se conserva en el idioma portugués, salvo el sábado y el domingo; pero que se ha perdido en la mayoría de las lenguas occidentales, que adoptaron nombres de deidades paganas para los días de la semana— y en el séptimo día, en el que Dios descansó de su labor (Génesis): el Shabat, del hebreo שבת, shabat, descanso; nombre que fue adoptado por una buena parte de las lenguas (castellano sábado, francés samedi, italiano sabato, portugués sábado, catalán dissabte, alemán Samstag, polaco sobota, griego sávvato, árabe asSabt, indonesio sabtu, rumano sâmbătă). Así pues, y basándose en el relato bíblico, comienza la semana hebrea el día domingo (יום ראשון, "yom rishón", "el día primero"), y no el lunes como en la sociedad occidental, y culmina el sábado, el día consagrado al descanso. Actualmente en algunos países como el Reino Unido y también en los calendarios cristianos se suele tener el domingo como el primer día de la semana, siguiendo esta tradición hebrea, aún dando importancia a este primer día, en especial en los calendarios litúrgicos al conmemorar la Resurrección de Jesús de Nazaret.

### Los días de la semana en el año
El ciclo hebdomadario, y muy especialmente la santidad de la festividad del Sábado —que es considerada la más sagrada de las celebraciones judías, superada tan solo por el Yom Kipur o Día del Perdón, precisamente denominado también "Sábado de Sábados"— impone otra serie de ajustes al calendario hebreo, que debe de adaptarse a las necesidades derivadas del Sábado en primer lugar, y luego de otras fiestas y ritos judíos.
De esta manera, el calendario hebreo se propone impedir que ciertas celebraciones se superpongan, o hasta se contradigan, entre sí. El primer caso sería la gran inconveniencia que acarrearía el coincidir el sábado, en el que se prohíbe cocinar, con el día anterior o posterior al Yom Kipur, en el que los feligreses observan un rígido ayuno. Ya en el terreno de las contradicciones, no sería aceptable que el último día de la Fiesta de las Cabañas (סוכות, Sucot), uno de cuyos preceptos es agitar vigorosamente las ramas de aravá o sauce, cayese en sábado, en que esta actividad está expresamente prohibida, por ser una de las 39 actividades prohibidas el séptimo y último día de cada semana (Mishná, Tratado del Shabat, 7:2).

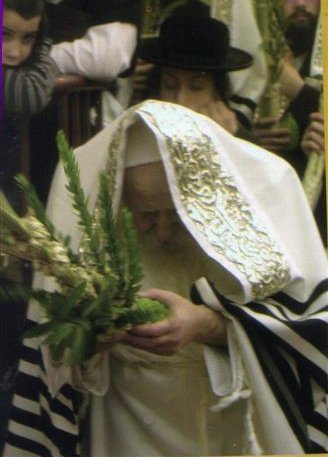
Cumpliendo con el precepto de sacudir las ramas de aravá en la festividad de Sucot

Este equilibrio, difícil pero fundamental, se obtiene mediante cálculos que prescriben en cuál de los días de la semana podrá caer el primer día del año judío (según la usanza de nuestros días), que es también el primer día de la festividad de Rosh Hashaná, el Año Nuevo judío. Así, las reglas del calendario hebreo estipulan que en ningún caso, podrá el primer día de Rosh Hashaná y del año —el primer día del mes de Tishréi— coincidir un domingo, o un miércoles, o un viernes.
Para compensar el desfase que la imposición de esta regla puede conllevar en el delicado equilibrio del calendario; y una vez culminado el mes de Tishréi, durante el cual se suceden las principales fiestas judías, y especialmente aquellas que acarrean los problemas que el almanaque debe resolver (Rosh Hashaná, Yom Kipur, Sucot), se vuelve a equilibrar el calendario, agregando uno, dos o tres días en los dos meses posteriores a Tishréi: los meses de Jeshván y Kislev.
De esta regla surge, que existen tres tipos de año en el calendario hebreo:
- Año faltante (שנה חסרה, shaná jaserá): en cuyo caso tanto el mes de Jeshván como el de Kislev tienen 29 días cada uno, de lo cual resulta que dicho año contará con 353 días.
- Año normal (שנה כסדרה, shaná kesidrá): en cuyo caso Jeshván traerá 29 días en tanto Kislev vendrá con 30, de lo cual resulta un total anual de 354 días.
- Año completo (שנה שלמה, shaná shelemá): en cuyo caso tanto Jeshván como Kislev cuentan cada uno con 30 días, y por lo tanto se trata de un año con 355 días en su total.

Los años bisiestos respectivos a cada uno de los tipos de años detallados, tendrán a su vez, sumado el mes agregado de Adar I que siempre cuenta con 30 días, 383, 384 o 385 días.
Un año puede tener:
- 50 semanas completas + 3 días (50 × 7 + 3) = 353 días
- 50 semanas completas + 4 días (50 × 7 + 4) = 354 días
- 50 semanas completas + 5 días (50 × 7 + 5) = 355 días
- 54 semanas completas + 5 días (54 × 7 + 5) = 383 días
- 54 semanas completas + 6 días (54 × 7 + 6) = 384 días
- 55 semanas completas (55 × 7) = 385 días

El calendario hebreo vuelve a repetir su ciclo, tomando en cuenta las variaciones en días, meses y años, una vez cada 247 años, con una pequeña diferencia de 50 minutos entre ambos. Para que la repetición entre dos años hebreos sea perfecta, tienen que transcurrir entre uno y otro nada menos que 689.472 años.

### El comienzo de la semana de cada mes
Según la Torá, el mes de Nisán siempre debe comenzar en la primavera (en Israel - hemisferio norte) y, según la tradición talmúdica, Rosh Hashaná no puede comenzar en domingo, miércoles o viernes, Yom Kipur no puede caer en viernes o domingo y Purim no puede ocurrir en lunes o sábado. Por estas razones, cada mes comienza en los siguientes días:
- 1º de Tishréi: lunes, martes, jueves y sábado
- 1º de Jeshván: lunes, miércoles, jueves y sábado
- 1º de Kislev:  domingo, lunes, martes, miércoles, jueves y viernes
- 1º de Tevet: domingo, lunes, martes, miércoles y viernes
- 1º de Shevat: lunes, martes, miércoles, jueves y sábado
- 1º de Adar: lunes, miércoles, viernes y sábado
- 1º de Adar I: lunes, miércoles, jueves y sábado
- 1º de Adar II: lunes, miércoles, viernes y sábado
- 1º de Nisán: domingo, martes, jueves y sábado
- 1º de Iyar: lunes, martes, jueves y sábado
- 1º de Siván: domingo, martes, miércoles y viernes
- 1º de Tamuz:  domingo, martes, jueves y viernes
- 1º de Av: lunes, miércoles, viernes y sábado
- 1º de Elul: domingo, lunes, miércoles y viernes

La frecuencia de los días de la semana al comienzo de cada mes en el periodo 5661–5760 es:
- Tishréi: 28 veces (lunes), 11 veces (martes), 31 veces (jueves) y 30 veces (sábado)
- Jeshván: 30 veces (lunes), 28 veces (miércoles), 11 veces (jueves) y 31 veces (sábado)
- Kislev: 22 veces (domingo), 9 veces (lunes), 11 veces (martes), 19 veces (miércoles), 10 veces (jueves) y 29 veces (viernes)
- Tevet: 29 veces (domingo), 4 veces (lunes), 18 veces (martes), 20 veces (miércoles) y 29 veces (viernes)
- Shevat: 29 veces (lunes), 4 veces (martes), 18 veces (miércoles), 20 veces (jueves) y 29 veces (sábado)
- Adar: 18 veces (lunes), 20 veces (miércoles), 18 veces (viernes) y 7 veces (sábado)
- Adar I: 11 veces (lunes), 9 veces (miércoles), 4 veces (jueves) y 13 veces (sábado)
- Adar II: 13 veces (lunes), 11 veces (miércoles), 9 veces (viernes) y 4 veces (sábado)
- Nisán: 11 veces (domingo), 31 veces (martes), 31 veces (jueves) y 27 veces (sábado)
- Iyyar: 27 veces (lunes), 11 veces (martes), 31 veces (jueves) y 31 veces (sábado)
- Siván: 31 veces (domingo), 27 veces (martes), 11 veces (miércoles) y 31 veces (viernes)
- Tamuz: 31 veces (domingo), 31 veces (martes), 27 veces (jueves) y 11 veces (viernes)
- Av: 31 veces (lunes), 31 veces (miércoles), 27 veces (viernes) y 11 veces (sábado)
- Elul: 27 veces (domingo), 11 veces (lunes), 31 veces (miércoles) y 31 veces (viernes)

La frecuencia de los días de la semana al comienzo de cada mes en el periodo 5761–5860 es:
- Tishréi: 27 veces (lunes), 12 veces (martes), 32 veces (jueves) y 29 veces (sábado)
- Jeshván: 29 veces (lunes), 27 veces (miércoles), 12 veces (jueves) y 32 veces (sábado)
- Kislev: 22 veces (domingo), 10 veces (lunes), 10 veces (martes), 19 veces (miércoles), 12 veces (jueves) y 27 veces (viernes)
- Tevet: 27 veces (domingo), 4 veces (lunes), 18 veces (martes), 20 veces (miércoles) y 31 veces (viernes)
- Shevat: 27 veces (lunes), 4 veces (martes), 18 veces (miércoles), 20 veces (jueves) y 31 veces (sábado)
- Adar: 20 veces (lunes), 17 veces (miércoles), 18 veces (viernes) y 8 veces (sábado)
- Adar I: 11 veces (lunes), 10 veces (miércoles), 4 veces (jueves) y 12 veces (sábado)
- Adar II: 12 veces (lunes), 11 veces (miércoles), 10 veces (viernes) y 4 veces (sábado)
- Nisán: 12 veces (domingo), 32 veces (martes), 28 veces (jueves) y 28 veces (sábado)
- Iyyar: 28 veces (lunes), 12 veces (martes), 32 veces (jueves) y 28 veces (sábado)
- Siván: 28 veces (domingo), 28 veces (martes), 12 veces (miércoles) y 32 veces (viernes)
- Tamuz: 32 veces (domingo), 28 veces (martes), 28 veces (jueves) y 12 veces (viernes)
- Av: 32 veces (lunes), 28 veces (miércoles), 28 veces (viernes) y 12 veces (sábado)
- Elul: 28 veces (domingo), 12 veces (lunes), 32 veces (miércoles) y 28 veces (viernes)

## El día hebreo
El día en el calendario hebreo comienza con el ocaso y culmina al siguiente ocaso; es decir, un día que se cuenta de una puesta del Sol hasta su otra puesta del sol. En esto se diferencia del día según el calendario gregoriano, que discurre exactamente de medianoche a medianoche.
La costumbre de ver al día comenzar con la caída del crepúsculo es antigua como la Biblia misma, y se basa en el texto bíblico del Génesis, que al cabo de cada día comenta «Y fue la tarde, y fue la mañana...», de lo que se entiende que cada uno de los días de la creación comenzaba por la tarde, más explícitamente aún al prescribir la Biblia el ayuno del Día del Perdón, el Yom Kipur: «El día décimo de este séptimo mes será el día de la Expiación... Será para vosotros día de descanso completo y ayunaréis; el día nueve del mes, por la tarde, de tarde a tarde, guardaréis descanso» (Levítico).
La frecuencia de la cantidad de días en los periodos 5661-5760 y 5761–5860 son respectivamente:
Periodo 5661-5760
- 353 días (año común jaserá): 5675, 5683, 5690, 5699, 5710, 5726, 5737, 5753 (8%)
- 354 días (año común kesidrá): 5664, 5667, 5671, 5674, 5677, 5680, 5688, 5691, 5694, 5697, 5701, 5704, 5707, 5715, 5718, 5721, 5724, 5728, 5731, 5735, 5742, 5745, 5748, 5751, 5758 (25%)
- 355 días (año común shelemá): 5661, 5663, 5666, 5669, 5672, 5678, 5682, 5685, 5686, 5693, 5696, 5702, 5705, 5709, 5712, 5713, 5716, 5720, 5723, 5729, 5732, 5734, 5739, 5740, 5743, 5747, 5750, 5754, 5756, 5759 (30%)
- 383 días (año bisiesto jaserá): 5662, 5668, 5670, 5679, 5687, 5695, 5703, 5706, 5714, 5719, 5722, 5730, 5733, 5741, 5746, 5749, 5757 (17%)
- 384 días (año bisiesto kesidrá): 5684, 5711, 5738, 5755 (4%)
- 385 días (año bisiesto shelemá): 5665, 5673, 5676, 5681, 5689, 5692, 5698, 5700, 5708, 5717, 5725, 5727, 5736, 5744, 5752, 5760 (16%)

Periodo 5761–5860
- 353 días (año común jaserá): 5761, 5773, 5777, 5781, 5797, 5804, 5808, 5824, 5835, 5851, 5859 (11%)
- 354 días (año común kesidrá): 5762, 5766, 5769, 5772, 5775, 5778, 5786, 5789, 5792, 5796, 5799, 5802, 5813, 5816, 5819, 5823, 5826, 5829, 5840, 5843, 5846, 5849, 5853, 5856 (24%)
- 355 días (año común shelemá): 5764, 5767, 5770, 5780, 5783, 5785, 5788, 5791, 5794, 5800, 5805, 5807, 5810, 5811, 5815, 5818, 5821, 5827, 5830, 5832, 5834, 5837, 5838, 5842, 5845, 5848, 5854, 5857 (28%)
- 383 días (año bisiesto jaserá): 5765, 5768, 5784, 5790, 5793, 5801, 5812, 5817, 5820, 5828, 5831, 5839, 5844, 5847, 5855 (15%)
- 384 días (año bisiesto kesidrá): 5782, 5806, 5809, 5833, 5836, 5860 (6%)
- 385 días (año bisiesto shelemá): 5763, 5771, 5774, 5776, 5779, 5787, 5795, 5798, 5803, 5814, 5822, 5825, 5841, 5850, 5852, 5858 (16%)

### La mitad del año
Mitad del año civil:
- 353 días: 1º Nisán (177º día)
- 354 días: 29 Adar (177º día)
- 355 días: 29 Adar (178º día)
- 383 días: 15 Adar II (192º día)
- 384 días: 14 Adar II (192º día)
- 385 días: 14 Adar II (193º día)

Mitad del año religioso:
- 353 días: 29 Elul (177º día)
- 354 días: 29 Elul (177º día)
- 355 días: 1º Tishréi (178º día)
- 383 días: 15 Tishréi (192º día)
- 384 días: 15 Tishréi (192º día)
- 385 días: 16 Tishréi (193º día)

## Los siglos
Los siglos del calendario hebreo siguen el mismo orden que los del calendario gregoriano: 1–100 (Siglo I), 101–200 (Siglo II) y así en adelante.
- Siglo LVII: 1º de Tishri 5601–29 de Elul 5700 (calendario hebreo); desde el ocaso del 27 de septiembre de 1840 hasta el ocaso del 2 de octubre de 1940 (calendario gregoriano)
- Siglo LVIII: 1º de Tishri 5701–29 de Elul 5800 (calendario hebreo); desde el ocaso del 2 de octubre de 1940 hasta el ocaso del 7 de septiembre de 2040 (calendario gregoriano)
- Siglo LIX: 1º de Tishri 5801–29 de Elul 5900 (calendario hebreo); desde el ocaso del 7 de septiembre de 2040 hasta el ocaso del 11 de septiembre de 2140 (calendario gregoriano)

## Loszmanim
Zmanim o z'manim (en hebreo: זמנים) es un término hebreo que se refiere a "tiempos" o "momentos específicos". En el contexto hebreo, zmanim son horarios o períodos del día que son importantes para las prácticas y las leyes religiosas.
Estos momentos se determinan según el ciclo diario y son importantes para la observancia adecuada de las prácticas religiosas judías. Por ejemplo: la hora del atardecer (en hebreo: שקיעת החמה - shki'at hachama) y la hora del comienzo de la noche (en hebreo: צאת הכוכבים - tzeit hakochavim).
Considerando las estaciones del año, la hora del atardecer y el comienzo de la noche varían durante el año en cada lugar del mundo.
| Hora del atardecer (Shki'at hachama) | Período del atardecer (calendario hebreo) | Período del atardecer (calendario gregoriano) | Hora del inicio de la noche (Tzeit hakochavim) | Período del inicio de la noche (calendario hebreo) | Período del inicio de la noche (calendario gregoriano) | Ocurrencia                                                                        |
| ------------------------------------ | ----------------------------------------- | --------------------------------------------- | ---------------------------------------------- | -------------------------------------------------- | ------------------------------------------------------ | --------------------------------------------------------------------------------- |
| 17:49                                | Iyar–Tamuz                                | 8 junio–15 junio                              | 18:17                                          | Iyar–Tamuz                                         | 6 junio–16 junio                                       | Período del año en el que ocurre más temprano shki'at hachama y tzeit hakochavim. |
| 20:10                                | Kislev–Shevat                             | 30 diciembre–14 enero                         | 20:39                                          | Kislev–Shevat                                      | 29 diciembre–12 enero                                  | Período del año en el que ocurre más tarde shki'at hachama y tzeit hakochavim.    |

| Hora del atardecer (Shki'at hachama) | Período del atardecer (calendario hebreo) | Período del atardecer (calendario gregoriano) | Hora del inicio de la noche (Tzeit hakochavim) | Período del inicio de la noche (calendario hebreo) | Período del inicio de la noche (calendario gregoriano) | Ocurrencia                                                                        |
| ------------------------------------ | ----------------------------------------- | --------------------------------------------- | ---------------------------------------------- | -------------------------------------------------- | ------------------------------------------------------ | --------------------------------------------------------------------------------- |
| 17:57                                | Jeshván–Tevet                             | 16 noviembre–3 diciembre                      | 18:20                                          | Jeshván–Kislev                                     | 17 noviembre–29 noviembre                              | Período del año en el que ocurre más temprano shki'at hachama y tzeit hakochavim. |
| 19:19                                | Siván–Av                                  | 23 junio–16 julio                             | 19:44                                          | Siván–Av                                           | 28 junio–9 julio                                       | Período del año en el que ocurre más tarde shki'at hachama y tzeit hakochavim.    |

## Birkat Hachama
La "Bendición del sol" (en hebreo: ברכת החמה, Birkat Hachama) es una bendición judía que se recita una vez cada 28 años, cuando —según el calendario hebreo y el cálculo tradicional— el sol regresa a la misma posición en la que se encontraba en el momento de la creación del mundo, en la primera mañana de miércoles. Es un momento raro y solemne que combina astronomía, tradición y espiritualidad judía.
Ciclo solar (28 años):
- 204º ciclo: al amanecer del 14 de Nisán 5685 (calendario hebreo); al amanecer del 8 de abril de 1925 (calendario gregoriano)
- 205º ciclo: al amanecer del 23 de Nisán 5713 (calendario hebreo); al amanecer del 8 de abril de 1953 (calendario gregoriano)
- 206º ciclo: al amanecer del 4 de Nisán 5741 (calendario hebreo); al amanecer del 8 de abril de 1981 (calendario gregoriano)
- 207º ciclo: al amanecer del 14 de Nisán 5769 (calendario hebreo); al amanecer del 8 de abril de 2009 (calendario gregoriano)
- 208º ciclo: al amanecer del 23 de Nisán 5797 (calendario hebreo); al amanecer del 8 de abril de 2037 (calendario gregoriano)
- 209º ciclo: al amanecer del 2 de Nisán 5825 (calendario hebreo); al amanecer del 8 de abril de 2065 (calendario gregoriano)
- 210º ciclo: al amanecer del 12 de Nisán 5853 (calendario hebreo); al amanecer del 8 de abril de 2093 (calendario gregoriano)